# 15629 Sriner
15629 Sriner è un asteroide della fascia principale. Scoperto nel 2000, presenta un'orbita caratterizzata da un semiasse maggiore pari a 2,6997059 UA e da un'eccentricità di 0,1031273, inclinata di 1,19464° rispetto all'eclittica.